# Вільям Пітер Блетті
Вільям Пітер Блетті (7 січня 1928 — 12 січня 2017) — американський письменник, режисер і продюсер. Він найбільш відомий своїм романом 1971 року «Екзорцист», і сценарієм однойменної екранізації 1973 року. Блетті отримав премію «Оскар» за найкращий адаптований сценарій до фільму «Екзорцист» і був номінований на найкращий фільм як його продюсер. Фільм також приніс Блетті нагороду «Золотий глобус» за найкращий фільм — драма як продюсер.
Народився та виріс у Нью-Йорку, Блетті отримав ступінь бакалавра з англійської мови в Джорджтаунському університеті в 1950 році та ступінь магістра з англійської літератури в Університеті Джорджа Вашингтона. Отримавши ступінь магістра в 1954 році, він приєднався до військово-повітряних сил Сполучених Штатів і служив у відділі психологічної війни, де отримав звання першого лейтенанта. Після служби у військово-повітряних силах працював в Інформаційному агентстві США в Бейруті.
Після успіху «Екзорциста» Блетті переробив свій роман 1966 року «Твінкл, Твінкл», «Вбивця» Кейн! у новий роман під назвою «Дев'ята конфігурація», опублікований у 1978 році. Потім він адаптував роман до однойменного фільму «Дев'ята конфігурація» (1980), який також став його режисерським дебютом. На 38-й церемонії вручення премії «Золотий глобус» фільм отримав найкращий сценарій і був номінований на найкращий фільм.
Блетті відмовився брати будь-яку участь у першому продовженні «Екзорциста», який зрештою був критикований. Однак він продовжить писати та режисерувати друге продовження, «Екзорцист III» (1990), який він адаптував за своїм романом «Легіон» 1983 року. Його другий режисерський фільм «Екзорцист III» став і його останньою режисерською заслугою, і останнім сценаристом. Блетті залишиться активним романістом до кінця свого життя; деякі з його пізніх видатних романів включають Elsewhere (2009), Dimiter (2010) і Crazy (2010).

## Ранні роки життя
Блетті народився 7 січня 1928 року в Нью-Йорку. Він був п'ятою і наймолодшою дитиною ліванських іммігрантів Мері (уроджена Муакад), побожної католички та племінниці єпископа Германоса Муаккада, і Пітера Блатті, різальника тканин. Його батьки розлучилися, коли він був малим. Він був вихований у тому, що він назвав «комфортною бідністю» своєю глибоко релігійною матір'ю, чиєю єдиною підтримкою була торгівля домашнім желе з айви на вулицях Манхеттена; вона одного разу запропонувала баночку з ним Франкліну Д. Рузвельту, коли президент перерізав стрічку тунелю Квінс-Мідтаун, сказавши йому: «Якщо у вас буде компанія». У дитинстві він жив за 28 різними адресами через несплату орендної плати. «Ми ніколи не жили за однією адресою в Нью-Йорку довше двох-трьох місяців поспіль», — розповідав Блетті «Вашингтон пост» (англ. «The Washington Post») у 1972 році. «Виселення було на порядку денному». Мати Блатті померла в 1967 році
Він відвідував Бруклінський підготовчий навчальний заклад, єзуїтську школу, на стипендію та закінчив її як прощальник у 1946 році Пізніше він навчався в Джорджтаунському університеті за стипендією, де отримав ступінь бакалавра англійської мови в 1950 році «Ті роки в Джорджтауні були, мабуть, найкращими роками в моєму житті», — розповів Блетті в 2015 році. «До того часу я ніколи не мав дому». Навчаючись на ступінь магістра в Університеті Джорджа Вашингтона, Блетті брав чорну роботу. Спочатку не знайшовши роботу вчителя, він працював продавцем пилососів, водієм вантажівки з пивом і квитковим агентом United Airlines. У 1954 році він отримав ступінь магістра з англійської літератури в Університеті Джорджа Вашингтона Потім він вступив на службу в ВПС Сполучених Штатів .
Звільнившись з військово-повітряних сил, він приєднався до Інформаційного агентства США та працював редактором у Бейруті, Ліван. Згодом проявився його письменницький талант, і він почав публікувати в журналах гумористичні статті.

## Кар'єра
Наприкінці 1950-х років Блетті працював директором зі зв'язків з громадськістю в Університеті Лойоли в Лос-Анджелесі та директором із реклами в Університеті Південної Каліфорнії. Він опублікував свою першу книгу «Який шлях до Мекки, Джеку?» (англ. «What Way to Mecca, Jack?») у 1960 році з гумором розповідає як про його молодість, так і про його роботу в Інформаційному агентстві США в Лівані. Книга також розповідає про його успішний маскарад у принца Саудівської Аравії, коли він потрапив до Лос-Анджелеса. У 1961 році, ще прикидаючись принцом, Блатті з'явився як учасник вікторини Граучо Маркса "Ви ставите своє життя», вигравши 10 000 доларів достатньо грошей, щоб залишити роботу та писати повний робочий день. Після цього він ніколи не працював на постійній роботі.
Потім він опублікував романи-комікси: Джон Голдфарб, будь ласка, повертайся додому! (1963), Я, Біллі Шекспір (1965), і Твінкл, Твінкл, «Вбивця» Кейн» (1966). Завдяки цим книгам він досяг успіху у критиків — Марвін Левін у New York Times, наприклад, писав: "Ніхто не може написати смішніших рядків, ніж Вільям Пітер Блатті, талановитий віртуоз, який пише як [SJ] Перельман «; але значних продажів не вистачало. Саме в цей момент Блетті розпочав співпрацю з режисером Блейком Едвардсом, написавши сценарії для комедійних фільмів, таких як: Постріл у темряві (1964), Що ти робив на війні, тату? (1966), Ганн (1967), і Дарлінг Лілі (1970), мюзикл з Джулі Ендрюс і Роком Хадсоном у головних ролях. Блатті також працював сам, використовуючи ім'я „Білл Блетті“, пишучи сценарії комедій, наприклад, для фільму Денні Кей Людина з клубу ресторанів» (1963) і фільму Воррена Бітті / Леслі Керона Обіцянка " Її будь-що (1965). Інші сценарії включають екранізацію Джона Ґолдфарба Будь ласка, повертайся додому! (1965), і Велике пограбування банку (1969).
Пізніше Блетті знову почав писати фантастику. У 1971 році він написав «Екзорциста», історію про дванадцятирічну дівчинку, одержиму могутнім демоном, яка очолювала список бестселерів The New York Times протягом 17 тижнів і залишалася в списку 57 тижнів поспіль. Тільки в Сполучених Штатах було продано понад 13 мільйонів екземплярів книги та перекладено понад десятком мов. Пізніше він разом із режисером Вільямом Фрідкіним адаптував його до кіноверсії . Блатті отримав премію «Оскар» за сценарій «Екзорциста», а також «Золотий глобус» за найкращий фільм і найкращий сценарій. Він також став першим фільмом жахів, який був номінований на «Оскар» за найкращий фільм.
У 1978 році Блетті адаптував свій роман Twinkle, Twinkle, «Killer» Kane у нову книгу під назвою «Дев'ята конфігурація» а в 1980 році він написав сценарій, режисер і продюсував кіноверсію, яка зосереджена на питанні існування Бог. Незважаючи на схвалення критиків, фільм став комерційним провалом. Кінокритик Джеррі Стайн назвав його «шедевром» у The Cincinnati Post, а Пітер Треверс назвав його «найкращим масштабним американським сюрреалістичним фільмом, коли-небудь знятим» у журналі People. На 38-й церемонії вручення премії «Золотий глобус» у 1981 році він був номінований на три «Золоті глобуси» та виграв нагороду за найкращий сценарій проти конкурентів, серед яких були «Людина-слон» (1980), «Звичайні люди» (1980) та «Скажений бик» (1980). У 1983 році Блатті написав Легіон, продовження «Екзорциста», який згодом став основою фільму «Екзорцист III» . Спочатку він не міг налагодити виробництво, тому що хотів зняти фільм. Спільно з продюсером Картером де Гейвеном у Morgan Creek Productions . Режисером фільму виступив Блетті. Спочатку він хотів, щоб версія фільму мала назву «Легіон», але продюсери фільму хотіли, щоб вона була тісніше пов'язана з оригіналом. Перше продовження, Exorcist II: The Heretic (1977), розчарувало як критику, так і комерційно. Блетті не мав до цього ніякого відношення, і його власні подальші дії повністю проігнорували це.
Син Блетті Пітер Вінсент Блетті помер від рідкісного розладу серця в 2006 році у віці 19 років. Його смерть була темою документальної книги Блетті, яка є «частково комічними мемуарами, частково аргументом на користь життя після смерті» під назвою «У пошуках Пітера: правдива історія про руку провидіння та докази життя після смерті» (2015).

У 2011 році «Екзорцист» був перевиданий у виданні до 40-ї річниці в м'якій обкладинці, у твердій обкладинці та у форматах аудіокниги з новою обкладинкою. Як описав Блатті, це нове, оновлене видання містить нові та переглянуті матеріали.
У 40-му ювілейному виданні «Екзорциста» буде додано новий матеріал у рамках повного вдосконалення діалогів і прози. Перший раз у мене не було часу (мається на увазі коштів), щоб зробити другу чернетку, і ось, нарешті, все. Через сорок років на роздуми кілька невеликих змін були неминучими — плюс один новий персонаж у абсолютно новій, дуже моторошній сцені. Це та версія, якою я хотів би, щоб мене запам'ятали.
Tor/Forge також перевидали The Ninth Configuration і <i id="mwATY">Legion</i> з новою оновленою обкладинкою.
У 2012 році «Екзорцист» був адаптований до сценічної п'єси з Річардом Чемберленом і Брук Шилдс у головних ролях, а через кілька років — телевізійного міні-серіалу . Серіал дебютував на Fox у 2016 році Міжнародна прем'єра серіалу відбулася в Бразилії на FX 23 вересня 2016 року, в той же день, що й у США Прем'єра серіалу в Австралії відбулася 4 грудня 2016 року

## Особисте життя
Блетті одружувався чотири рази і мав семеро дітей. Зі своєю першою дружиною, Мері Маргарет Рігард, з якою він одружився 18 лютого 1950 року, він мав трьох дітей: Крістін Енн, Майкла Пітера та Мері Джоан. Його перший шлюб закінчився розлученням через 13 років. Його другою дружиною була Елізабет Ґілмен, з якою він одружився в 1965 році У липні 1975 року він одружився зі своєю третьою дружиною, тенісисткою Ліндою Туеро, з якою мав двох дітей: ресторанного підприємця Біллі та фотожурналіста Дж. Т. Блетті. Після розірвання своїх перших трьох шлюбів Блетті побраввся з Джулі Алісією Вітбродт, своєю четвертою дружиною, у 1983 році, з якою у нього було двоє дітей. Пара залишалася разом до смерті Блетті. Проживши багато років у Голлівуді та Аспені, Блетті оселився в Бетесді, Меріленд у 2000 році
Блетті був римо-католиком. У 2012 році він подав петицію щодо канонічного права проти своєї альма-матер, Джорджтаунського університету, який, за його словами, десятиліттями суперечив вченню Католицької Церкви, запрошуючи доповідачів, які підтримують права на аборти, і не підкорявся вказівкам Папи Івана Павла ІІ, виданим Церкві. афілійовані коледжі та університети в 1990 р. У 2014 році Ватикан відхилив петицію У листі-відповіді Блетті, архієпископ Анджело Зані заявив, що це сталося тому, що Блетті не «зазнав об'єктивних змін» від Джорджтауна, але визнав, що справа Блетті є «добре обґрунтованою скаргою».

## Смерть
Блетті помер від 12 січня 2017 року в лікарні в Бетесді, через п'ять днів після свого 89-го дня народження.

## Критичні дослідження
Дослідження творчості Блетті включають GSJ Barclay's Anatomy of Horror: The Masters of Occult Fiction . Критичні нариси про творчість Блатті включають есе Дугласа Е. Вінтера в A Dark Night's Dreaming: Contemporary American Horror Fiction та есе С. Т. Джоші «William Peter Blatty: The Catholic Weird Tale» в The Modern Weird Tale: A Критика фантастики жахів (2001). Есе, що вивчають усі романи Блетті, можна знайти в книзі Бенджаміна Шумського «Американський екзорцист: Критичні нариси про Вільяма Пітера Блетті» (McFarland, 2008).

## Нагороди
Нагороди включають:
- Срібна медаль Клубу Співдружності з літератури ("Екзорцист ")[40]
- Нагорода Габріеля та Блакитна стрічка Американського кінофестивалю за епізод телесеріалу Insight «Watts Made Out of Thread?»[15]
- Нагороди Сатурна за «Екзорцист»,[41] Дев'ята конфігурація[42] та «Екзорцист III»
- Премія People's Choice Award для Оскара — Премія за найкращий фільм для «Екзорциста»[43]
- Премія Асоціації письменників жахів за життєві досягнення[44]
- Премія «Оскар», найкращий адаптований сценарій ("Екзорцист ")[10][15]
- Золотий глобус, найкращий сценарій (Дев'ята конфігурація)[14]
- Золотий глобус, найкращий фільм («Екзорцист»)[15]
- Золотий глобус, найкращий сценарій («Екзорцист»)[45][46]

### Романи
- Який шлях до Мекки, Джеку? (англ. «Which Way to Mecca, Jack?») (1959)[7]
- «Джоне Ґолдфарбе, повертайся додому! (англ. «John Goldfarb, Please Come Home!») (1963)[47]
- «Я — Біллі Шекспір»[en] (англ. «I, Billy Shakespeare»)' (1965)[7]
- Твінкл, Твінкл, «Вбивце» Кейне (англ. «Twinkle, Twinkle, "Killer" Kane») (1966)[7]
- «Екзорцист»[en] (англ. «The Exorcist») (1971)[48]
- «Дев'ята конфігурація»[en] (англ. «The Ninth Configuration») (1978)[48]
- «Легіон»[en] (англ. «Legion») (1983)[7]
- «Демони п'ять, Екзорцисти Нічого: Байка» (англ. «Demons Five, Exorcists Nothing: A Fable») (1996) / Переглянуто та перевидано в 2013 році, перейменовано «Демони П'ять, Екзорцисти Нічого: Голлівудська різдвяна пісняа» (англ. «Demons Five, Exorcists Nothing: A Hollywood Christmas Carol»)[48]
- «Десь в іншому місці»[en] англ. «Elsewhere» (2009) — спочатку опубліковано як повість у 1999 році в антології Аль Саррантоніо 999: Нові історії жахів і напруги[48][7]
- «Димитр»[en] (англ. «Dimiter») (2010) / Переглянуто та перевидано у 2013 році; також опубліковано під назвою «Спокута» (англ. «The Redemption»)[49][7]
- «Божевільний»[en] (англ. «Crazy») (2010)[7]
- Екзорцист 21 століття (англ. «The Exorcist for the 21st Century») (2016)

### Автобіографія
- Blatty, William Peter (1974). I'll Tell Them I Remember You. Barrie & Jenkins. ISBN 978-0-214-20016-8.
- Blatty, William Peter (1974). William Peter Blatty on 'The Exorcist': From Novel to Screen. Bantam Books. ISBN 0-553-08687-1.
- Blatty, William Peter (2001). If There Were Demons Then Perhaps There Were Angels: William Peter Blatty's Own Story of the Exorcist. Screenpress Books. ISBN 1-901680-34-7.
- Blatty, William Peter (2015). Finding Peter: A True Story of The Hand of Providence and Evidence of Life After Death. Regnery Publishing. ISBN 978-1-62157-332-6.[10]

## Фільмографія
| Назва                                                                            | Рік  | Зараховано як | Зараховано як | Зараховано як | Примітки                     | Прим.                |
| Назва                                                                            | Рік  | Директор      | Сценарист     | Продюсер      | Примітки                     | Прим.                |
| -------------------------------------------------------------------------------- | ---- | ------------- | ------------- | ------------- | ---------------------------- | -------------------- |
| «Людина з Обіднього клуба» (англ. «The Man from the Diners' Club»)               | 1963 | Ні            | Так           | Ні            |                              | [ 31 ] [ 50 ]        |
| «Постріл у темряві» (англ. «A Shot in the Dark»)                                 | 1964 | Ні            | Так           | Ні            |                              | [ 31 ] [ 48 ] [ 51 ] |
| «Джоне Ґолдфарбе, повертайся додому!» (англ. «John Goldfarb, Please Come Home!») | 1965 | Ні            | Так           | Ні            |                              | [ 52 ]               |
| «Пообіцяй їй будь-що» (англ. «Promise Her Anything»)                             | 1965 | Ні            | Так           | Ні            |                              | [ 53 ] [ 48 ]        |
| «Що ти робив на війні, тату?» (англ. «What Did You Do in the War, Daddy?»)       | 1966 | Ні            | Так           | Ні            |                              | [ 54 ]               |
| «Ґанн» (англ. «Gunn»)                                                            | 1967 | Ні            | Так           | Ні            |                              | [ 55 ]               |
| «Велике пограбування банку» (англ. «The Great Bank Robbery»)                     | 1969 | Ні            | Так           | Ні            |                              | [ 56 ]               |
| «Люба Лілі» (англ. «Darling Lili»)                                               | 1970 | Ні            | Так           | Ні            |                              | [ 57 ]               |
| «Екзорцист» (англ. «The Exorcist»)                                               | 1973 | Ні            | Так           | Так           |                              | [ 58 ]               |
| «Натхненник» (англ. «Mastermind»)                                                | 1976 | Ні            | Так           | Ні            | Позначений як «Теренс Клайн» | [ 7 ]                |
| «Дев'ята конфігурація» (англ. «Ninth Configuration»)                             | 1980 | Так           | Так           | Так           |                              | [ 59 ]               |
| «Екзорцист» (англ. «The Exorcist III»)                                           | 1990 | Так           | Так           | Ні            |                              | [ 60 ]               |